# Yuh Beachmasters 2023
Die Yuh Beachmasters 2023 (bis 2021 Coop Beachtour) ist die Schweizer Turnierserie im Beachvolleyball. Sie wird in fünf Städten ausgetragen. Am Ende findet die Schweizer Meisterschaft in Bern statt.

## Übersicht der Turniere
| Datum                     | Stadt     | Sieger Männer      | Sieger Frauen         |
| ------------------------- | --------- | ------------------ | --------------------- |
| 26.–29. Mai               | Locarno   | Bello / Bello      | Kernen / Niederhauser |
| 7.–9. Juli                | Zürich    | Azaad / Bueno      | Bentele / Lutz        |
| 4.–6. August              | Luzern    | Zürcher / Jordan   | Chamereau / Vieira    |
| 24.–27. August            | Rorschach | Métral / Haussener | Betschart / Marolf    |
| 30. August – 1. September | Bern      | Breer / Krattiger  | Hüberli / Brunner     |

## Modus
An den Turnieren der Yuh Beachtour nehmen bei Männer und Frauen jeweils neun Teams teil. Die Turniere finden jeweils in Arenen statt, welche jeweils extra in dieser Stadt dafür aufgebaut werden. Dabei sind jeweils die fünf besten Duos der aktuellen Rangliste für das Hauptfeld gesetzt. Die Teams auf den Ranglistenplätzen sechs und sieben spielen in einem Qualifikationsspiel um einen weiteren Startplatz. Die verbleibenden zwei Plätze im Hauptfeld werden über Wildcards an Nachwuchsspieler oder ausländische Teilnehmer vergeben. Die Spiele im Hauptfeld werden nach dem System Double knock-out ausgetragen.
Für Zuschauer ist der Eintritt zu den Spielen jeweils kostenlos.

## Turniere

### Locarno
Die Arena wurde auf dem Largo Franco Zorzi aufgebaut.
| Platz | Männer                               | Frauen                                   |
| ----- | ------------------------------------ | ---------------------------------------- |
| 1     | Joaquin Bello / Javier Bello         | Leona Kernen / Annique Mira Niederhauser |
| 2     | Jonas Kissling / Michiel Zandbergen  | Dunja Gerson / Laura Caluori             |
| 3     | Immanuel Zürcher / Jonathan Jordan   | Liisa Soomets / Heleene Hollas           |
| 4     | Florian Breer / Marco Krattiger      | Mara Betschart / Sarina Kissling         |
| 5     | Benjamin M. Vaught / Cash C. Adamsen | Michaela Nussbaumer / Melina Hübscher    |
| 5     | Leo Dillier / Simon Hagenbuch        | Sandrine Giroud / Kim Huber              |
| 7     | Kim Di Chello / Maël Masserey        | Livia Stolz / Julie Bovet                |
| 7     | Nathan Broch / Alexei Strasser       | Anouk Kressler / Janick Schaltegger      |
| 9     | Flavio Sütterlin / Tinko Schnegg     | Muriel Bossart / Noemi Sibo Sapi         |

### Zürich
Die Arena wurde in der Nähe des Strandbad Mythenquai, im Rahmen des Züri Fäscht 2023 aufgestellt.
| Platz | Männer                              | Frauen                                   |
| ----- | ----------------------------------- | ---------------------------------------- |
| 1     | Julian Azaad / Maciel Bueno         | Menia Bentele / Anna Lutz                |
| 2     | Quentin Métral / Yves Haussener     | Leona Kernen / Annique Mira Niederhauser |
| 3     | Adrian Heidrich / Leo Dillier       | Shana Zobrist / Livia Stolz              |
| 4     | Immanuel Zürcher / Jonathan Jordan  | Julie Bovet / Sarina Kissling            |
| 5     | Paul Burnett / Christopher McHugh   | Tina Thurin / Sanna Thurin               |
| 5     | Simon Hagenbuch / Nathan Broch      | Anouk Kressler / Janick Schaltegger      |
| 7     | Flavio Sütterlin / Tinko Schnegg    | Annik Stähli / Melina Hübscher           |
| 7     | Jonas Kissling / Michiel Zandbergen | Dunja Gerson / Laura Caluori             |
| 9     | Lino Steinmann / Thibaud Colomb     | Muriel Bossart / Noemi Sibo Sapi         |

### Luzern
Die Arena wird beim Lido Luzern aufgebaut.
| Platz | Männer                                | Frauen                                   |
| ----- | ------------------------------------- | ---------------------------------------- |
| 1     | Immanuel Zürcher / Jonathan Jordan    | Aline Chamereau / Clémence Vieira        |
| 2     | Frederick Bialokoz / Issa Batrane     | Dunja Gerson / Laura Caluori             |
| 3     | Nathan Broch / Filip Habr             | Alice Zeimann / Olivia MacDonald         |
| 4     | Luc Emanuel Flückiger / Julian Friedl | Leona Kernen / Annique Mira Niederhauser |
| 5     | Jonas Kissling / Michiel Zandbergen   | Deborah Lutz / Jasmine Wandeler          |
| 5     | Lino Steinmann / Thibaud Colomb       | Shana Zobrist / Selina Marolf            |
| 7     | Kim Di Chello / Maël Masserey         | Annik Stähli / Melina Hübscher           |
| 7     | Flavio Sütterlin / Severin Breer      | Anouk Kressler / Janick Schaltegger      |
| 9     | André Stowasser / Gaétan Jauffret     | Livia Stolz / Julie Bovet                |

### Rorschach
Die Arena wird in der Nähe des Rorschacher Hafens aufgebaut.
| Platz | Männer                              | Frauen                               |
| ----- | ----------------------------------- | ------------------------------------ |
| 1     | Quentin Métral / Yves Haussener     | Mara Betschart / Selina Marolf       |
| 2     | Adrian Heidrich / Leo Dillier       | Leonie Körtzinger / Lea Sophie Kunst |
| 3     | Immanuel Zürcher / Jonathan Jordan  | Deborah Lutz / Jasmine Wandeler      |
| 4     | Mirco Gerson / Simon Hagenbuch      | Anouk Kressler / Janick Schaltegger  |
| 5     | Jonas Kissling / Michiel Zandbergen | Sarina Kissling / Dunja Gerson       |
| 5     | Nathan Broch / Filip Habr           | Nadine Demierre / Jasmin Schwab      |
| 7     | Robert Kufa / Leo Wiliams           | Shana Zobrist / Melina Hübscher      |
| 7     | Benjamin Moffat / Reed Venning      | Kim Huber / Joelle Rohrer            |
| 9     | Kim Di Chello / Thibaud Colomb      | Linda Abbühl / Noemi Sibo Sapi       |

### Bern
Die Arena wird auf dem Bundesplatz vor dem Bundeshaus aufgebaut. Es handelt sich hierbei zeitgleich um die Schweizer Meisterschaft im Beachvolleyball. Bei den Männern krönten sich Florian Breer und Marco Krattiger zum Schweizermeister. Bei den Frauen wurden Tanja Hüberli und Nina Brunner Schweizer Meisterinnen
| Platz | Männer                              | Frauen                                   |
| ----- | ----------------------------------- | ---------------------------------------- |
| 1     | Florian Breer / Marco Krattiger     | Tanja Hüberli / Nina Brunner             |
| 2     | Adrian Heidrich / Leo Dillier       | Esmée Böbner / Zoé Vergé-Dépré           |
| 3     | Quentin Métral / Yves Haussener     | Anouk Vergé-Dépré / Joana Mäder          |
| 4     | Mirco Gerson / Simon Hagenbuch      | Menia Bentele / Anna Lutz                |
| 5     | Jonas Kissling / Michiel Zandbergen | Leona Kernen / Annique Mira Niederhauser |
| 5     | Immanuel Zürcher / Jonathan Jordan  | Sarina Kissling / Anouk Kressler         |
| 7     | Étienne Schalch / Fabrice Egger     | Mara Betschart / Selina Marolf           |
| 7     | Julian Friedli / Nathan Broch       | Muriel Bossart / Shana Zobrist           |